# Challenge Trophy 1988
De Challenge Trophy 1988 was het 66e seizoen van Canada's nationale mannenvoetbalbeker voor provinciale kampioenen. De bekercompetitie vond plaats van vrijdag 7 oktober tot maandag 10 oktober 1988 in Saskatoon (Saskatchewan). Het pretoernooi werd gehouden in de maand september.

## Deelnemende teams
Alle tien de Canadese provincies vaardigden een team af om deel te nemen aan het Challenge Trophy-seizoen van 1988. De Oost-Canadese provincies dienden echter eerst deel te nemen aan een (opgesplitst) pretoernooi terwijl de West-Canadese provincies, waaronder de organiserende provincie Saskatchewan, onmiddellijk aan het hoofdtoernooi mochten deelnemen. Het betrof:
| Provincie            | Regio | Team                               | Plaats          |
| -------------------- | ----- | ---------------------------------- | --------------- |
| Alberta              | West  | Edmonton Ital-Canadians            | Edmonton        |
| Brits-Columbia       | West  | NorVan ANAF #45                    | North Vancouver |
| Québec               | Oost  | White Eagles                       | Montréal        |
| Manitoba             | West  | Winnipeg Italia                    | Winnipeg        |
| New Brunswick        | Oost  | provinciaal team                   | –               |
| Newfoundland         | Oost  | Holy Cross FC                      | St. John's      |
| Nova Scotia          | Oost  | Kentville King's Arms              | Kentville       |
| Ontario              | Oost  | Toronto SC Braga Arsenal           | Toronto         |
| Prince Edward Island | Oost  | provinciaal team                   | –               |
| Saskatchewan         | West  | University of Saskatchewan Huskies | Saskatoon       |

## Pretoernooi

### Format
De vier provincies van Atlantisch Canada speelden een minitoernooi om te bepalen welke onder hen naar het hoofdtoernooi in Saskatchewan mocht. Op basis van een loting speelde men tegen elkaar in het King George V Park in St. John's. De twee winnaars speelden de finale ter selectie van de deelnemer aan het hoofdtoernooi; de twee verliezers speelden een troostfinale voor de eer.
De respectievelijke teams van de provincies Québec en Ontario speelden een enkele match tegen elkaar om te bepalen wie van hen naar Saskatoon mocht.

### Wedstrijden
| Datum       |                       | Uitslag |                             |
| ----------- | --------------------- | ------- | --------------------------- |
| 3 september | Kentville King's Arms | 4–2     | "Team New Brunswick"        |
| 3 september | Holy Cross FC         | 2–1     | "Team Prince Edward Island" |
|             |                       |         |                             |
| 5 september | Holy Cross FC         | 3–1     | Kentville King's Arms       |
| 5 september | "Team New Brunswick"  | 2–0     | "Team Prince Edward Island" |

| Datum        |              | Uitslag |                          |
| ------------ | ------------ | ------- | ------------------------ |
| 24 september | White Eagles | 1–2     | Toronto SC Braga Arsenal |

Holy Cross FC uit Newfoundland en Toronto SC Braga Arsenal uit Ontario waren de twee teams die zich wisten te plaatsen voor het hoofdtoernooi.

## Hoofdtoernooi

### Format
De zes voor het hoofdtoernooi gekwalificeerde teams werden ingedeeld in twee poules. Van vrijdag 7 tot en met zondag 9 oktober werd de poulefase afgewerkt. Daarin speelde ieder team tegen de twee andere teams in zijn poule om zo tot een klassement te komen.
De eindronde vond plaats op maandag 10 oktober. De twee poulewinnaars namen het dan tegen elkaar op in de Challenge Trophy-finale (Championship Game). De teams die tweede eindigden namen het diezelfde dag tegen elkaar op in de wedstrijd om het brons (Bronze Medal Game). De twee laatst geplaatsten speelden een troostmatch voor de vijfde plaats (Consolation Game).
Alle voorrondewedstrijden werden afgewerkt op de Umea Sportsfields in het noordoosten van Saskatoon.

### Poule 1
| Datum     |                                    | Uitslag |                                    |
| --------- | ---------------------------------- | ------- | ---------------------------------- |
| 7 oktober | University of Saskatchewan Huskies | 0–1     | Winnipeg Italia                    |
| 8 oktober | Holy Cross FC                      | 5–0     | University of Saskatchewan Huskies |
| 9 oktober | Holy Cross FC                      | 3–0     | Winnipeg Italia                    |

|   | Nr. | Club                       | GS | W | G | V | DV | DT | DS | PTN |
| - | --- | -------------------------- | -- | - | - | - | -- | -- | -- | --- |
| F | 1.  | Holy Cross FC              | 2  | 2 | 0 | 0 | 8  | 0  | +8 | 4   |
|   | 2.  | Winnipeg Italia            | 2  | 1 | 0 | 1 | 1  | 3  | -2 | 2   |
|   | 3.  | U. of Saskatchewan Huskies | 2  | 0 | 0 | 2 | 0  | 6  | -6 | 0   |

### Poule 2
| Datum     |                         | Uitslag |                          |
| --------- | ----------------------- | ------- | ------------------------ |
| 7 oktober | NorVan ANAF #45         | 7–0     | Toronto SC Braga Arsenal |
| 8 oktober | Edmonton Ital-Canadians | 1–1     | Toronto SC Braga Arsenal |
| 9 oktober | NorVan ANAF #45         | 0–3     | Edmonton Ital-Canadians  |

|   | Nr. | Club                     | GS | W | G | V | DV | DT | DS | PTN |
| - | --- | ------------------------ | -- | - | - | - | -- | -- | -- | --- |
| F | 1.  | Edmonton Ital-Canadians  | 2  | 1 | 1 | 0 | 4  | 1  | +3 | 3   |
|   | 2.  | NorVan ANAF #45          | 2  | 1 | 0 | 1 | 7  | 3  | +4 | 2   |
|   | 3.  | Toronto SC Braga Arsenal | 2  | 0 | 1 | 1 | 1  | 8  | -7 | 1   |

### Eindronde (10 oktober)
De finale en troostmatch werden net als de voorrondewedstrijden afgewerkt op de Umea Sportsfields in het noordoosten van Saskatoon. De bronzen match werd gespeeld op het voetbalveld van Newsham Park in het zuidwesten van de stad.
In de finale won Holy Cross FC onder leiding van coach Gerry Reddy met 2-0 van de Edmonton Ital-Canadians. Het was de eerste en anno 2021 nog steeds de enige keer in de geschiedenis dat het voetbalelftal uit de provincie Newfoundland de Canadese Challenge Trophy won. Het team uit St. John's speelde een perfect toernooi daar ze alle vijf hun wedstrijden wonnen en in het hoofdtoernooi daarenboven geen enkel tegendoelpunt incasseerden.
De bronzen medaille ging naar NorVan ANAF #45 uit Brits-Columbia.
| Wedstrijd     |                  | Uitslag |                                    |
| ------------- | ---------------- | ------- | ---------------------------------- |
| Finale        | Holy Cross FC    | 2–0     | Edmonton Ital-Canadians            |
| Bronzen match | NorVan ANAF #45  | 8–0     | Winnipeg Italia                    |
| Troostmatch   | Toronto SC Braga | 7–0     | University of Saskatchewan Huskies |